# 桃山 (たばこ)
桃山（ももやま）は、日本たばこの子会社、日本たばこアイメックス株式会社が販売するパイプ用たばこ。かつては国産品であったが、需要の少なさから海外メーカーに製造委託されている。

## 概要
1934年（昭和9年）に日本で最初に製造、販売されたパイプ用たばこである。第二次世界大戦以前から製造され始めた日本たばこのブランドで、21世紀を迎えることができたのは桃山と紙巻きたばこのゴールデンバット（1906年製造開始）のみである。
2014年、発売当時の香りに回帰するモデルチェンジが行われた。原産国はデンマークでバージニア葉を主体としたものとなっている。洋酒のラム香が特徴的。パッケージはパウチ製と缶入りの2種類。パッケージには赤い帆船のイラストが描かれている。